# Кучиће
Кучиће су насељено место у саставу града Омиша, Сплитско-далматинска жупанија, Република Хрватска.

## Историја
До територијалне реорганизације у Хрватској налазиле су се у саставу старе општине Омиш.

## Становништво
На попису становништва 2011. године, Кучиће су имале 607 становника.
| Број становника по пописима | Број становника по пописима | Број становника по пописима | Број становника по пописима | Број становника по пописима | Број становника по пописима | Број становника по пописима | Број становника по пописима | Број становника по пописима | Број становника по пописима | Број становника по пописима | Број становника по пописима | Број становника по пописима | Број становника по пописима | Број становника по пописима | Број становника по пописима |
| --------------------------- | --------------------------- | --------------------------- | --------------------------- | --------------------------- | --------------------------- | --------------------------- | --------------------------- | --------------------------- | --------------------------- | --------------------------- | --------------------------- | --------------------------- | --------------------------- | --------------------------- | --------------------------- |
| 1857                        | 1869                        | 1880                        | 1890                        | 1900                        | 1910                        | 1921                        | 1931                        | 1948                        | 1953                        | 1961                        | 1971                        | 1981                        | 1991                        | 2001                        | 2011                        |
| 443                         | 509                         | 557                         | 684                         | 830                         | 903                         | 905                         | 1.017                       | 982                         | 957                         | 928                         | 884                         | 878                         | 944                         | 697                         | 607                         |

### Попис1991.
На попису становништва 1991. године, насељено место Кучиће је имало 944 становника, следећег националног састава:
| Попис 1991.‍  | Попис 1991.‍  | Попис 1991.‍ | Попис 1991.‍ | Попис 1991.‍ |
| ------------ | ------------ | ----------- | ----------- | ----------- |
|              |              |             |             |             |
| Хрвати       | Хрвати       |             | 933         | 98,83%      |
| Пољаци       | Пољаци       |             | 1           | 0,10%       |
| Словенци     | Словенци     |             | 1           | 0,10%       |
| неопредељени | неопредељени |             | 2           | 0,21%       |
| непознато    | непознато    |             | 7           | 0,74%       |
| укупно: 944  |              |             |             |             |